# برنامج الاقتصاديين السعوديين
برنامج الاقتصاديين السعوديين هو عبارة عن برنامج سنوي يرعاه البنك المركزي السعودي في الرياض، يتم فيه استقطاب المتميزين من خريجي الجامعات السعودية. ويقدم البرنامج فرص ابتعاث للخارج للحصول على درجة الماجستير، والدكتوراة في تخصص الاقتصاد بجميع فروعه. يعمل المتقدم بعد الحصول على الشهادة المطلوبة كباحث اقتصادي في إدارة الأبحاث الاقتصادية في المؤسسة، ويتم التقديم للبرنامج والمقابلات الشخصية عن طريق المعهد المصرفي.

## التخصصات المطلوبة للانضمام للبرنامج
- الاقتصاد.
- المحاسبة.
- نظم المعلومات الإدارية والمالية.
- إدارة الأعمال.
- بحوث العمليات الرياضية والإحصاء.
- الرياضيات[2]

## تفاصيل البرنامج
يبدأ المتقدم على البرنامج في دورة تدريبية في المعهد المصرفي لمدة حوالي 8 شهور تشمل دراسة للغة الإنجليزية (7 مستويات)، والاقتصاد (كلي وجزئي ورياضي وقياسي وتطبيقي) ومهارات الحاسب الآلي. وبعد انتهاء الدورة التدريبية يكون المتقدم مرشحاً للابتعاث إلى إحدى الدول التالية:
- الولايات المتحدة الأمريكية.
- بريطانيا.
- أستراليا.
- كندا.